# Cuijiashanzhen (ort i Kina, Shaanxi, lat 33,15, long 107,18)
Cuijiashanzhen är en ort i Kina. Den ligger i provinsen Shaanxi, i den nordvästra delen av landet, omkring 200 kilometer sydväst om provinshuvudstaden Xi'an. Antalet invånare är 18 799. Befolkningen består av 9 298 kvinnor och 9 501 män. Barn under 15 år utgör 15,0 %, vuxna 15-64 år 74 %, och äldre över 65 år 9,0 %.
Runt Cuijiashanzhen är det ganska tätbefolkat, med 207 invånare per kvadratkilometer. Närmaste större samhälle är Hanzhongshi, 17,1 km sydväst om Cuijiashanzhen. Trakten runt Cuijiashanzhen består till största delen av jordbruksmark.
Genomsnittlig årsnederbörd är 1 044 millimeter. Den regnigaste månaden är juli, med i genomsnitt 226 mm nederbörd, och den torraste är december, med 2 mm nederbörd.